# NGC 1294
NGC 1294 este o galaxie lenticulară situată în constelația Perseu. A fost descoperită în 17 octombrie 1786 de către William Herschel. Se află la o distanță de 89,35 de megaparseci de Pământ.